# Estonsko na Letních olympijských hrách 1924
Estonsko se účastnilo Letní olympiády 1924 ve francouzské Paříži. Zastupovalo ho 44 sportovců v 5 sportech.

## Medailisté
| Medaile | Jméno               | Sport    | Soutěž                     |
| ------- | ------------------- | -------- | -------------------------- |
| Zlato   | Eduard Pütsep       | Zápas    | Muži řecko-římský do 58 kg |
| Stříbro | Alfred Neuland      | Vzpírání | muži střední váha do 75 kg |
| Bronz   | Aleksander Klumberg | Atletika | Muži desetiboj             |
| Bronz   | Harald Tammer       | Vzpírání | muži těžká váha +82,5 kg   |
| Bronz   | Jaan Kikkas         | Vzpírání | muži střední váha do 75 kg |
| Bronz   | Roman Steinberg     | Zápas    | Muži řecko-římský do 75 kg |